# East Hartford
East Hartford város az USA Connecticut államában, Hartford megyében. Lakosainak száma 50 731 fő (2021. július 1.).

## Népesség
A település népességének változása:
| Lakosok száma | 51 252 | 51 045 | 50 731 |
|               | 2010   | 2020   | 2021   |